# (20140) Costitx
(20140) Costitx est un astéroïde de la ceinture principale.

## Description
(20140) Costitx est un astéroïde de la ceinture principale. Il fut découvert le 23 août 1996 à Costitx par Manuel Blasco. Il présente une orbite caractérisée par un demi-grand axe de 3,17 UA, une excentricité de 0,13 et une inclinaison de 8,8° par rapport à l'écliptique.

## Compléments